# صالح ميرزابي أوغلو
صالح ميرزابي أوغلو (الاسم الحقيقي صالح عزت إرديس ؛ 10 مايو 1950، في أرزينجان - 16 مايو 2018، في يالوة)  أصولي إسلامي كردي تركي، في مقاطعة بدليس، كانت عائلته قريبة من الطريقتين الإسلاميتين النقشبندية والنورسية، وشاركوا في تمرد الشيخ سعيد الكردي في عام 1925 ضد الجمهورية التركية التي تأسست حديثًا. وكان معظم أنصاره من الأكراد.
في عام 1975، أصدر هو وأصدقاؤه مجلة سياسية أطلقوا عليها اسم "جولج" (الظل). تأثر ميرزابي أوغلو بالشاعر الإسلامي نجيب فاضل الذي نشر مجلة تسمى بويوك دوغو.
هو المنظر والزعيم المزعوم لجبهة المغيرين الإسلاميين الشرقيين، وهي جماعة إسلامية مسلحة موجودة في تركيا. ألقي القبض عليه في 29 ديسمبر/كانون الأول 1998 بتهمة محاولة الإطاحة بالنظام الدستوري بالقوة. وبعد ذلك، ووفقًا لمفهوم المقاومة بلا قائد، أعلنت جماعات قالت إنها جزء من الجبهة مسؤوليتها عن المزيد من الهجمات على البنوك والمعابد اليهودية والكنائس وأماكن تقديم الكحول ومحطات التلفزيون. وأسفرت التفجيرات في إسطنبول عن مقتل 65 شخصًا بما في ذلك القنصل العام البريطاني روجر شورت. حُكم عليه بالسجن مدى الحياة.
في 23 يوليو 2014، أُطلق سراحه من السجن، وفي 29 نوفمبر 2014 التقى بالرئيس رجب طيب أردوغان.